# キン・シオタニ
キン・シオタニ（1969年9月12日 - ）は、日本のイラストレーター、文筆家である。本名は塩谷 均（しおたに ひとし）。東京都杉並区荻窪出身、小金井市育ち、武蔵野市（吉祥寺）在住。東京都立田無高等学校、1992年東京国際大学教養学部国際学科卒業。

## 来歴
学生時代は全国放浪にあけくれる。大学時代に会ったYMOの作詞家、クリス・モズデルに師事。1995年に10種類のポストカードが青山ブックセンターで発売され、ひとつひとつにつけられた長い題名が話題になった。翌年処女詩画集『ばかと40人の青年』を出版。以降、多数の著書を発表する。
1995年に始めた井の頭恩賜公園でのポストカード売りは、以降多くの後続者を生み、公園側に許可される（アートマーケッツ登録番号A-0001）。
その後表現活動は広がり、高校教科書の表紙から、テレビや雑誌、広告、CDジャケットなどのイラストなどを手掛ける。吉祥寺の書店、ブックスルーエのブックカバーは特に有名。文筆業も小説、落語やコントの脚本、エッセイ、作詞と幅広い。井の頭公園での販売は今も続けている。
世に出て数年は青年の絵しかかけなかったが、のちに人面犬や女の人の絵も描けるようになったとか。はじめて描いた似顔絵はイラストを担当したTBSの深夜番組『根津サンセットカフェ』（DVD化）の主演で片桐仁（ラーメンズ）。
また、2007年にドローイングシアターという独特のパフォーマンスを思いつき、ライブハウスで披露し始める、それが話題を呼び、国内外の様々なライブイベントに出演したり、多くの映像コンテンツに作品を提供している。
2010年1月よりtvkで本人がMCを務める散歩番組「キンシオ」が放送開始。首都圏のローカル局を始め北海道や関西方面など他地域でも深夜時間帯などで放送されており2020年に放送開始から10周年を迎えた。
2015年12月9日、武蔵野市に移る前まで住んでいた小金井市の小金井市観光大使に就任。
プライベートでは2013年12月に同業者でもある森画伯と入籍。2014年に長男を2018年には長女を授かっている。
2021年4月3日、Youtubeの公式チャンネル”キンチャンネル”を開設した。

## 主な仕事

### 著書
- ばかと40人の青年（鶴書院・1996年、2002年にブッキングより再出版）
- 想像力の豊かな人のための小さな本（クレオ・1997年）
- だから?（葉文館出版・1998年）
- 目を閉じればすべてが見える（葉文館出版・1999年）
- 無気力爆発（光進社・2001年）
- 空中散歩（廣済堂出版・2001年）
- 生まれたついでに生きる（マガジンハウス・2002年）
- ラジカルヒステリーツアー（ビジネス社・2003年）
- 沖縄の海の水を北海道に捨てに行く男（集英社インターナショナル・2005年）
- 人生という限りある時間のなかから永遠を見つけようとする青年（新評論2013年3月25日）
- コーヒーと旅（マドレーヌブックス・2018年2月）

### 店鋪の看板など
- ブックスルーエ（吉祥寺の書店）
- 風知空知（レコード会社、UKプロジェクトが経営する下北沢のカフェ）
- Cafe　Ginger（上海にあるカフェ）
- ヴィレッジ・ヴァンガードダイナー（阿佐ヶ谷店の看板）
- 揖（山梨にあるレストランのワインラベル）
- モザイクモール港北・屋上観覧車のペインティング（※1基のみ）
- アトレ吉祥寺（吉祥寺駅） / アトレヴィ三鷹（三鷹駅）「3rd THANKS ANNIVERSARY FAIR」ポスターなど[5]
- フロム中武(立川駅北口にあるショッピングセンターの横断幕)
- 吉祥寺サンロード（周辺マップやセール告知POP内のイラスト）

### CDジャケット
- ORITO『そして僕を愛して』（1997年・ビクターエンタテインメント）
- ラブサーカス『約束』（1999年・BUG-DISC）
- JOKEVOX『ポスト・モダン・タイムス』（2000年・BIOSPHERE RECORDS）
- エレファント・トーク『夜のボタン』（2003年・サテリコンレコーズ）
- ラブハンドルズ『風街ラマン』（2006年・フラミンゴ商会）
- コンピレーションアルバム『diggin'up blue』（2007年・digginup）
- サクラメリーメン『リリィの愛の歌』（2008年・スピードスターレコーズ）
- 中尾諭介（in the soup)『東京インディアン』（2009年・nakao station）
- 松崎ナオ『そんな印象ガール』（ライブハウス限定）

### 作詞
- 『a to z MAGIC』 - KenKenのソロアルバム『Arival of invaders』収録、kinkinのクレジットで詞を提供
- 『Mynick name is Chicken』 - KenKenと共作
- 『27時』 - Love circusの『Black hearts』収録
- 『吉祥寺をジョージと呼ばないで』 - Jokevox

### テレビ

#### 本人が顔出し出演

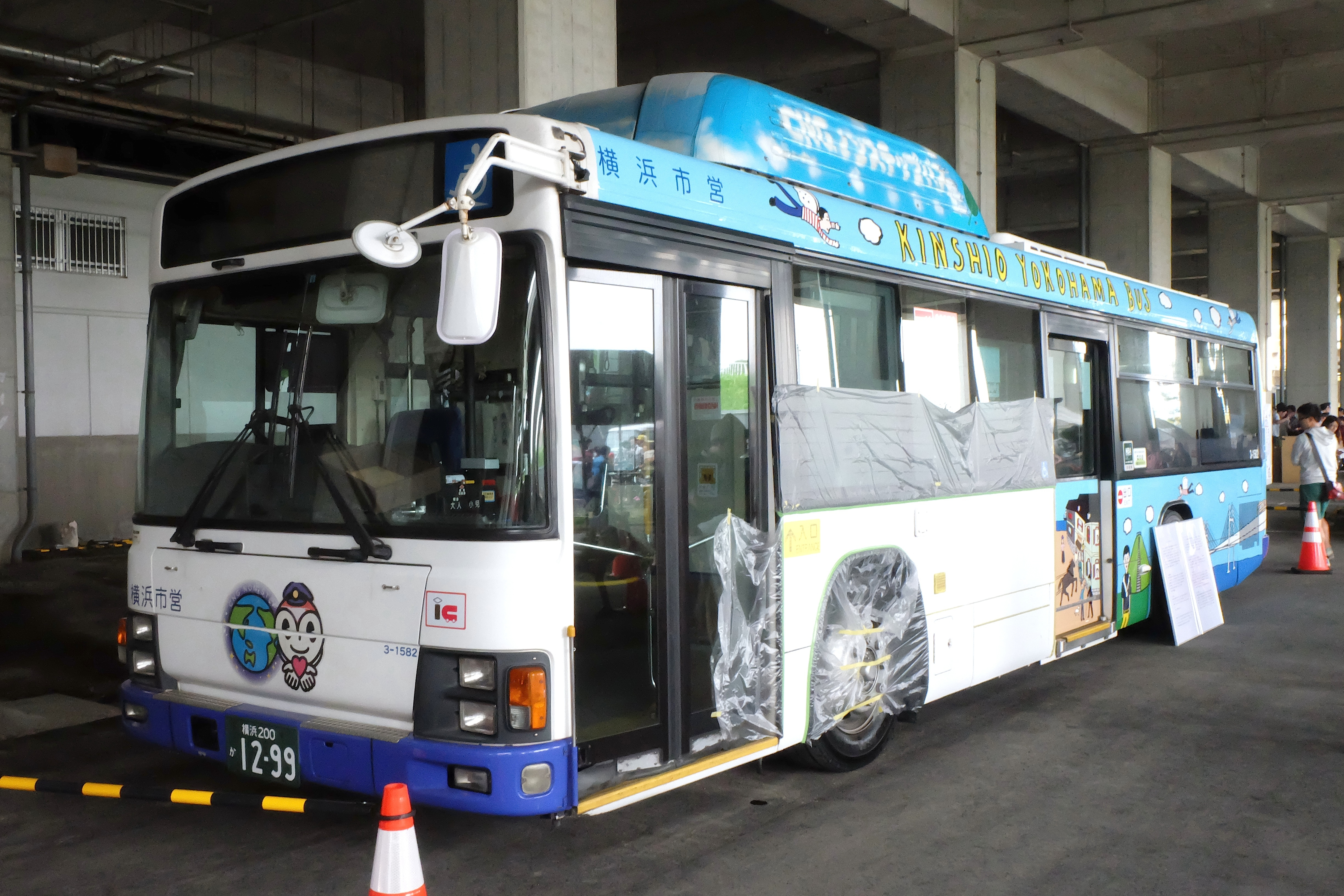
tvk「キンシオ」とのコラボ企画による横浜市営バスのイラストバス（2014年）
横浜市交通局のイベントで最終描画が行われて完成した。

- キンシオ（2010年1月17日 -　2022年3月28日 ・tvk） - 初の冠番組。メインは首都圏を中心とした散歩番組でトークライブの映像や様々なゆるい企画も行う。
- tvk開局40周年記念　40時間特別番組「あすの地球と子どもたち〜PRAY FOR HAPPINESS」（2012年9月8日 - 9月9日・tvk） - 「キン・シオタニのかながわ40景!」のコーナーを担当。
- キンシオ／ビートルズの旅（2012年10月8日・CS音楽専門チャンネルミュージック・エア） - 日本にあるビートルズゆかりの場所にゆるく出かけて、思う存分ビートルズについて語る番組を放送。30分番組。
- 銭湯物語（2015年10月5日 - 2016年9月19日・tvk） - 神奈川県内にある銭湯の風情を紹介する番組、企画・構成・ナレーションも担当する。
- 出没!アド街ック天国（2016年3月26日 ・テレビ東京） - 「吉祥寺 井の頭公園」（アートマーケッツ紹介時に出演）

#### イラストでの参加
- スペースシャワーTV（2000年） - 20パターンのジングルのイラスト。
- 根津サンセットカフェ（2006年・TBSテレビ） - オープニング、エンディングイラストのほか、セットに飾られている絵も。脚本でも参加。
- 笑謝和（2007年・NHK） - オープニングCGイラストと舞台のセットのイラスト。
- 命へとつながる食（2009年・tvk） - 報道特別番組、オープニング、エンディング、CM前の映像。この番組ではナレーションも担当した。
- ドローイングシアター（2009年・TBSのネット番組goomo） - 作家による文章を、ドローイングシアターで表現。
- 名作ホスピタル（2011年・NHK） - オープニング映像のイラスト他、番組中の様々なイラストや題字、文字。
- あおほし（2012年4月1日[6] - ・tvk） - キン・シオタニがドローイングで描く、地球環境アニメーション、毎日深夜のtvk放送休止直前に放送している[7]。
- キッズ劇場ピース（2012年10月6日 - ・tvk） - 各コーナーのイラストや題字。
- ウェディングシアター（2013年4月7日 - 、TBSテレビ） - カップルのエピソードをイラストで紹介するイラストレーターとして

### 映画
- ぼくたちと駐在さんの700日戦争（2008年、ギャガ） - 劇中イラスト、主人公のママチャリ（市原隼人）が手紙を書くシーンでは手で出演した。本人は後のライブで手タレデビューとネタにした。

### DVD
- キンシオ特別編 新作録りおろし 123の旅 16号を行く 〜気ままなぶらり旅〜（2012年10月3日発売、tvk） - 2012年に放送されていた番組のコーナー「1、2、3の旅」の「十六の巻」をDVDの企画として制作された[8]。本編は、神奈川県・東京都・埼玉県・千葉県をつなげている国道16号を5日間に分けて旅をしたものを収録。ASIN B008KYYRL6

- キンシオ the DVD 17号を行く 〜この道をずっと行ったらどうなるの?〜（2015年3月25日発売）[9]。DVD第2弾は、東京都中央区（日本橋）から新潟県新潟市中央区へ至る国道17号を題材を4日に分けて旅をしたものを収録。ASIN B00RDU5TGA

- キンシオ the DVD 銭湯物語 〜まだ間に合う昭和の風景〜 - 2016年3月30日発売[10]。DVD第3弾は、キンシオから派生し、2015年10月から放送している銭湯物語。番組で紹介した銭湯12軒の映像に加え、DVD限定の特典映像「キン・シオタニが自ら取材するメイキング映像」を約1時間収録。ASIN B019RM7KM2
- ドローイングシアター キン・シオタニの世界（2017年2月10日発売、ギャガ）[11]キン・シオタニ初の映像作品集。ドローイングシアター（キン・シオタニが考案したパフォーマンス。絵を書きながら（ドローイング＝Drawing）物語が進む。音楽に合わせて絵が次々に加えられたり、時には自らセリフやナレーションを行うなど、次の展開が予測不能で観る者の目を釘付けにする。）6編収録。特典映像には、街中にある過去にキン・シオタニが描いた絵に会いに行く旅、他が収録。

### PV、他
- リリィの愛の歌（2008年、スピードスターレコーズ） - サクラメリーメンのシングルのPV、全編キンのドローイングシアターの手法で作られ、PVのディレクターもキンのクレジットとなった。この作品はYouTubeなどでも話題となり、各方面で評価され、キン自身もドローイングシアターの手法を思いついて2年の集大成だったとインタビューなどで語っている。
- 2011年1月に行われた、落語家・立川志の輔の「志の輔らくごin PARCO」でキンのドローイングシアターが使用される。
- 立川志の輔の弟子である落語家・立川晴の輔[12]とも、「キンぱれ」[12]という落語とフリートークなどからなるライブを定期的に行っている。立川晴の輔は上記『キンシオ』や『名作ホスピタル』でも共演している。